# Куновиці (Польща)
Куновиці (пол. Kunowice, нім. Kunersdorf) — село в Польщі, у гміні Слубіце Слубицького повіту Любуського воєводства.
Населення — 940 осіб (2011).
У 1975-1998 роках село належало до Гожовського воєводства.

## Демографія
Демографічна структура станом на 31 березня 2011 року:
|          | Загалом | Допрацездатний вік | Працездатний вік | Постпрацездатний вік |
| -------- | ------- | ------------------ | ---------------- | -------------------- |
| Чоловіки | 460     | 101                | 335              | 24                   |
| Жінки    | 480     | 100                | 312              | 68                   |
| Разом    | 940     | 201                | 647              | 92                   |